# Diplazon annulatus
Diplazon annulatus là một loài tò vò trong họ Ichneumonidae.